# Stylopoma projecta
Stylopoma projecta is een mosdiertjessoort uit de familie van de Schizoporellidae. De wetenschappelijke naam van de soort is voor het eerst geldig gepubliceerd in 1923 door Canu & Bassler.